# Tenjin (métro de Fukuoka)
Pour les articles homonymes, voir Tenjin (homonymie).
Tenjin (天神駅, Tenjin-eki) est une station du métro de Fukuoka sur la ligne Kūkō dans l'arrondissement de Chūō à Fukuoka.

## Situation sur le réseau
Établie en souterrain, Tenjin est située au point kilométrique (PK) 7,3 de la ligne Kūkō. Elle est située entre la station Akasaka, en direction du terminus ouest Meinohama, et la station Nakasu-Kawabata, en direction du terminus est Aéroport de Fukuoka.

## Histoire
La station Tenjin est mise en service le 26 juillet 1981, lors de l'ouverture à l'exploitation de la ligne Kūkō entre Muromi et Tenjin.

## Services aux voyageurs

### Accès et accueil
La station est ouverte tous les jours.

### Desserte
- voie 1 : direction Nakasu-Kawabata (interconnexion avec la ligne Hakozaki pour Kaizuka) et Aéroport de Fukuoka
- voie 2 : direction Meinohama (interconnexion avec la ligne Chikuhi pour Chikuzen-Maebaru et Karatsu)

Installations et desserte
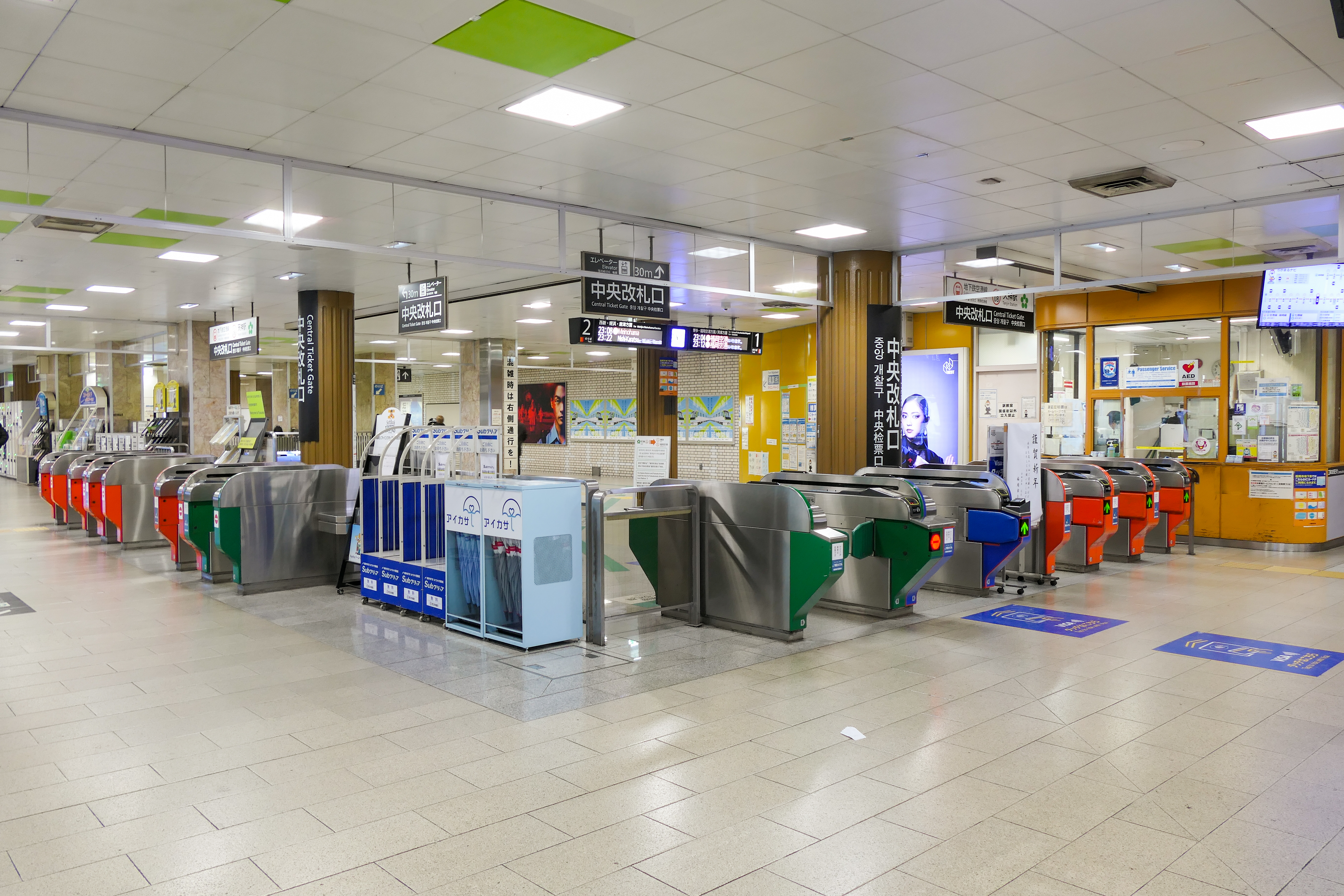
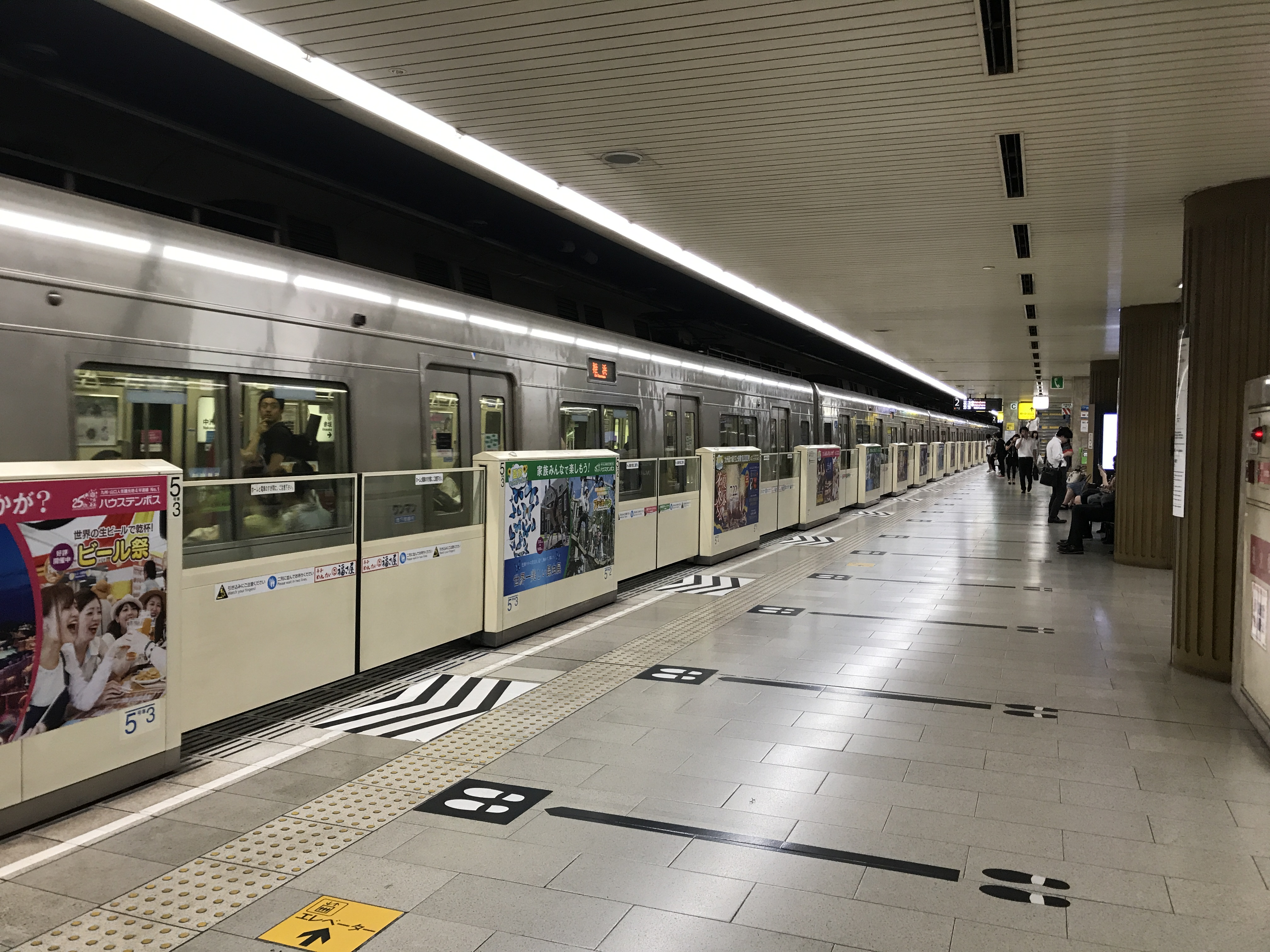

### Intermodalité
Une correspondance est possible avec la station Tenjin-minami de la ligne Nanakuma. La gare de Nishitetsu Fukuoka (Tenjin) est située à proximité.

## À proximité
- Tenjin